# MARVEL未來革命
《MARVEL未來革命》是一款漫威英雄主題的動作電子角色扮演遊戲，2021年8月25日上市，並於 2023 年 8 月 25 日結束營運。。

## 角色
- 美國隊長
- 驚奇隊長
- 黑寡婦
- 奇異博士
- 鋼鐵人
- 緋紅女巫
- 蜘蛛人
- 星爵
- 暴風女
- 秘客
- 金鋼狼